# Зои Кравиц
Зои Изабела Кравиц (енгл. Zoë Isabella Kravitz; Лос Анђелес, 1. децембар 1988) америчка је глумица, певачица и манекенка. Ћерка глумца-музичара Ленија Кравица и глумице Лисе Бонет, дебитовала је у љубавно-хумористичком филму Без резервације (2007), а свој пробој је остварила улогом Ејнџел Салвадоре у суперхеројском филму Икс-мен: Прва класа (2011), што јој је донело номинације за Награду по избору тинејџера и награду Скрим.
Кравиц је постала позната играјући Кристину у филмској серији Трилогија Другачија (2014—2016) и Литу Лестрејнџ у филмској серији Фантастичне звери (2016—2018) и Тост у филму Побеснели Макс: Ауто-пут беса (2015) и позајмила је глас Жени-мачки у филму Лего Бетмен филм (2017) и Мери Џејн Вотсон у филму Спајдермен: Нови свет (2018). Добила је похвале за своје главне улоге у драмској серији HBO-а, Невине лажи (2017—2019), која јој је зарадила номинацију за награду Удружења филмских глумаца, и љубавно-хумостичкој серији Hulu-а, High Fidelity (2020). Кравицова ће поновити своју улогу као Жена-мачка у DC-јевом филму Мета Ривса, Бетмен (2022).
Поред глуме, Кравицова ради као модна манекенка и музичарка. Од 2017. године, заштитно је лице YSL Beauté. Кравицова је такође глумила у кампањама за Tiffany & Co., Vera Wang, Balenciaga, Alexander Wang, Coach New York Tumi и Calvin Klein. Предводи бенд Lolawolf и објавила је албуме Calm Down и Tenderness.

## Филмографија

### Филм
| Година | Српски назив                              | Изворни назив   | Улога                    | Напомене    |
| ------ | ----------------------------------------- | --------------- | ------------------------ | ----------- |
| 2007.  | Без резервације                           |                 | Шарлот                   |             |
| 2007.  | Неустрашива                               |                 | Клои                     |             |
| 2008.  | Убиство председника средње школе          |                 | Валери                   |             |
| 2008.  | Птице Америке                             |                 | Џилијан Танаџер          |             |
| 2009.  | Најбоља ноћ                               |                 | Ешли                     |             |
| 2010.  | Дванаестица                               |                 | Габи                     |             |
| 2010.  |                                           | Иви Волас       |                          |             |
| 2010.  | Једна смешна прича                        |                 | Нија                     |             |
| 2011.  |                                           |                 | Свитнес О’Хера           |             |
| 2011.  | Икс-мен: Прва класа                       |                 | Ејнџел Салвадоре         |             |
| 2013.  |                                           |                 | Лора                     |             |
| 2013.  | Након Земље                               |                 | Сенши Рејџ               |             |
| 2014.  | Другачија                                 |                 | Кристина                 |             |
| 2014.  |                                           | Отумн           |                          |             |
| 2014.  |                                           | Мари            |                          |             |
| 2014.  |                                           | Вера Суарез     |                          |             |
| 2015.  | Мангуп                                    |                 | Накија                   |             |
| 2015.  | Трилогија Другачија: Побуњени             |                 | Кристина                 |             |
| 2015.  | Побеснели Макс: Ауто-пут беса             |                 | Тост                     |             |
| 2016.  |                                           |                 | Сали                     | кратки филм |
| 2016.  | Трилогија Другачија: Одани                |                 | Кристина                 |             |
| 2016.  |                                           | Vincent N Roxxy | Рокси                    |             |
| 2016.  |                                           | стара рударка   |                          |             |
| 2016.  | Фантастичне звери и где их наћи           |                 | Лита Лестрејнџ           | камео улога |
| 2017.  | Лего Бетмен филм                          |                 | Жена-мачка (глас)        |             |
| 2017.  |                                           | Хедер Андерсон  |                          |             |
| 2017.  |                                           |                 | Жена-мачка (глас)        | кратки филм |
| 2017.  | Лудило девојачке вечери                   |                 | Блер                     |             |
| 2018.  |                                           |                 | Мили                     |             |
| 2018.  | Фантастичне звери: Гринделвалдови злочини |                 | Лита Лестрејнџ           |             |
| 2018.  | Спајдермен: Нови свет                     |                 | Мери Џејн Вотсон (глас)  |             |
| 2020.  |                                           |                 | Маџ                      |             |
| 2022.  | Бетмен                                    |                 | Селина Кајл / Жена-мачка |             |

### Телевизија
| Година      | Српски назив    | Изворни назив | Улога             | Напомене                               |
| ----------- | --------------- | ------------- | ----------------- | -------------------------------------- |
| 2011.       | Калифорникација |               | Перл              | 8 епизода                              |
| 2016.       |                 |               | Кендал            | епизода: „Раскидање”                   |
| 2016.       |                 |               | Лорета (глас)     | кратки филм                            |
| 2017, 2019. | Невине лажи     |               | Бони Карлсон      | главна улога                           |
| 2020.       |                 |               | Робин „Роб” Брукс | главна улога; такође извршни продуцент |

### Музички спотови
| Година | Назив | Извођач |
| ------ | ----- | ------- |
| 2008.  | „”    |         |